# Emblyna reticulata
Emblyna reticulata là một loài nhện trong họ Dictynidae.
Loài này thuộc chi Emblyna. Emblyna reticulata được Willis J. Gertsch & Wilton Ivie miêu tả năm 1936.